# ژرژ سایار
ژرژ سایار (فرانسوی: Georges Saillard‎؛ ۵ ژوئیهٔ ۱۸۷۷ – ۱۱ سپتامبر ۱۹۶۷) یک هنرپیشه اهل فرانسه بود.

## گزیده فیلمشناسی
از فیلم‌ها یا برنامه‌های تلویزیونی که وی در آن نقش داشته‌است می‌توان به آثار زیر  اشاره کرد
- ۱۹۲۵ : بینوایان (فیلم ۱۹۲۵)
- ۱۹۳۵ : گلگتا (فیلم ۱۹۳۵)
- ۱۹۳۵ : قول‌ها (فیلم)